# Права ЛГБТ в Эфиопии
Мужская и женская гомосексуальность в Эфиопии табуируется в обществе, однополые отношения являются уголовным преступлением. Согласно опросу, проведённому в 2007 году организацией Pew Research Center, 97 % опрошенных считают, что гомосексуальность это образ жизни, который общество не должно принимать. Данный показатель является вторым, после Мали (98 %), среди числа опрошенных стран.

## Уголовное преследование
Согласно статье 629 Уголовного кодекса Эфиопии однополые сексуальные контакты незаконны: «Тот, кто совершает с другим лицом того же пола гомосексуальные акты или любые другие действия сексуального характера, наказывается». Статья предусматривает наказание в виде лишения свободы не менее чем на один год, но срок может варьироваться и достичь пятнадцати лет, если имели место случаи насилия, заражения инфекционными заболеваниями или жертва изнасилования покончила жизнь самоубийством.
Консервативное отношение эфиопов к теме секса и сексуальности во многом обусловлено влиянием Эфиопской православной церкви (70 % населения являются прихожанами), также в качестве аргумента принимается, что гомосексуальность чисто западное явление, поэтому эфиопскому обществу не следует принимать его в качестве законной ориентации. В декабре 2008 года ряд эфиопских религиозных деятелей приняли резолюцию против гомосексуальности, призывая правительство страны одобрить конституционный запрет на гомосексуальные отношения. Представители церкви обвинили гомосексуальность в увеличении числа преступлений сексуального характера в отношении детей и молодых людей. Абуна Павел, глава Эфиопской православной церкви, сказал: «Это что-то очень странное в Эфиопии, на библейской земле, которая это сильно осуждает. Чтобы так поступать, люди должны быть тупы и глупы, как животные. Мы решительно осуждаем такое поведение. Они (гомосексуалы) должны быть дисциплинированными, их акты вне закона, им надо преподать урок».

## Случаи гомофобии
По данным Международной комиссии по правам геев и лесбиянок, в 1995 году США предоставили политическое убежище женщине, уроженке Эфиопии, утверждавшей, что она является жертвой преследований из-за своей гомосексуальной ориентации. В 2012 году Робел Хейли стал первым представителем Эфиопии, участвующим в ежегодном международном конкурсе для мужчин-геев «Mr Gay World». Отец Хейли, услышав об участии сына в конкурсе, посоветовал ему покончить жизнь самоубийством, дабы «спасти свою душу».